# イワタニフーズ
イワタニフーズ株式会社は、東京都千代田区有楽町にある、業務用冷凍食品販売及び倉庫業を営む会社であり、岩谷産業株式会社の完全子会社である。

## 概要
1997年、モリヨシ株式会社から独立し、資本金1,300万円にてユー・エム・システム株式会社として設立された。その後、2021年7月1日付で岩谷産業株式会社により買収され、さらに2022年4月1日にグループ会社のアール・ワイ・システム株式会社を吸収合併したのち、2023年4月3日に現在の社名に変更した。
事業としては、ユー・エム・システムから引き継いだ食品配送と倉庫業と岩谷産業から移管された業務用冷凍食品販売業がある。

## 沿革１（ユー・エム・システム（現法人））
- 1997年
  - 4月28日 会社設立 - モリヨシ株式会社より独立し[1]、資本金1,300万円にてユー・エム・システム株式会社として設立。進藤秀之が代表取締役社長に就任
  - 12月 - 北関東物流センター（現・館林物流センター）を群馬県邑楽郡板倉町に開設。北関東物流センター2便開始
- 1999年
  - 6月 - 業務拡大のため冷蔵倉庫を200坪に増設　
  - 8月 - 商品開発及び情報収集の拠点のため、築地事務所開設（現在は閉鎖）
- 2000年
  - 10月 - 本店（本社事務所）を川崎市川崎区東扇島30番地4に移転
  - 11月 - 全国駅弁大会取引先28社開始、新潟直納便開始
  - 12月 - 銘店予約おせち開始
- 2001年
  - 3月 - 南関東物流センターを横浜市鶴見区大黒埠頭から本店所在地（川崎市川崎区東扇島30番地4）に移転（現在は閉鎖）
  - 8月 - 株式会社紀文食品と取引開始
  - 11月 - 駅弁メーカーを帳合取引に変更（全国駅弁メーカーと直口座となる）
- 2003年
  - 8月 - オーケー株式会社（オーケーストア）1便開始（惣菜・日配の共配）
- 2005年
  - 5月 - オーケー株式会社2便（当配便）開始
- 2006年
  - 2月 - 第2南関東物流センターを株式会社上組内に開設（事務所・冷蔵倉庫200坪。2009年9月に閉鎖）
- 2007年
  - 4月 - 厚木営業所を神奈川県厚木市に開設（（3温度帯対応自社センター700坪）、冷蔵倉庫210坪、常温倉庫134坪、冷凍倉庫（（-25℃ 26坪、-30℃ 38坪）、年末おせち加工室50坪、新設パック室冷蔵・冷凍室3坪）
- 2008年
  - 6月27日 - 現・厚木営業所及び厚木物流センターの土地（地番：厚木市岡田3丁目730番地1）及び建物をベックマン・コールター株式会社より売買により取得
  - 11月 - ユニー株式会社 中京・静岡　駅弁一部納品開始
  - 12月 - 厚木営業所敷地内に厚木物流センター新設
- 2009年
  - 4月 - 厚木営業所にて夜間便を強化。株式会社メディカル東友向け介護用弁当配送スタート
  - 6月 - 資本金2,600万円に増資
  - 8月 - 東亜商事株式会社ドライ業務用在庫配送を厚木物流センターにて開始
- 2010年
  - 3月 - 厚木物流センターにてかもんフードサービス株式会社の配送開始
  - 9月 - 自社社屋完成に伴い、本店（本社事務所）を横浜市金沢区鳥浜に移転、横浜物流センター（現・物流事業部）開設（敷地1,000坪）。オーケー株式会社と物流契約開始
  - 11月 - 厚木物流センターにて株式会社知久（知久屋）各店配送開始
- 2011年
  - 8月 - 厚木物流センターにて株式会社富久屋 センター業務開始
- 2012年
  - 6月 - 横浜物流センターにてアイスクリーム・保管配送業務開始
  - 8月 - 横浜インターコンチネンタルホテル・ホテルオークラ東京ベイ銘店予約御節・クリスマスケーキ新規取引
  - 9月 - 横浜物流センター2F冷凍室　株式会社カメガヤFit Care DEPOT 冷凍センター業務開始
  - 11月 - 厚木物流センター 調理室にボイラー式釜2台を設置、駅弁催事JR北海道森駅 阿部商店によるいかめし製造
- 2013年
  - 8月1日 - 埼玉県所沢市に物流センター稼働（現・所沢物流センター）
  - 10月 - 横浜冷凍株式会社（ヨコレイ）保管ピッキング配送（ヨコレイセンター化開始）
- 2014年
  - 5月 - 株式会社トライアルカンパニー 関東一部地域各店納品開始(横浜・埼玉・群馬)
  - 6月 - 山崎製パン株式会社との物流契約開始
  - 7月 - 北関東物流センター（現・館林物流センター）をアール・ワイ・システム株式会社（現・当社）にて自社物流運営開始
  - 9月 - モリヨシ株式会社より全株式を買取、完全に独立。[1]
- 2015年
  - 10月 - 人形町今半との取引開始、株式会社エイヴイ店舗配送開始
  - 11月 - 株式会社サザビーリーグ アイビーカンパニー運営のShake Shack保管業務・店舗配送開始
  - 12月 - 株式会社鮒忠の取引開始
- 2016年
  - 1月 - 日本橋玉ゐ・横浜中華街 皇朝・大珍樓の取引開始
  - 2月 - 叙々苑の取引開始
  - 3月 - 横浜中華街 同發・謝甜記の取引開始[2]
  - 9月 - 横浜中華街 萬珍楼の取引開始
  - 10月 - 株式会社マミーマート駅弁の取引開始
- 2017年
  - 1月 - 株式会社登利平（高崎弁当）の取引開始
  - 11月 - 株式会社フレスコ関東の取引開始、株式会社雅（神田明神下みやび）の取引開始
- 2018年
  - 6月 - かもんフードサービスの関連会社シーディッシュカンパニー株式会社 センター業務終了
  - 12月 - 株式会社グランドパレス クリスマスケーキの取引開始
- 2019年10月 - 株式会社リョーショクペットケア センター業務開始
- 2020年
  - 3月 - 荒井商事株式会社の取引開始
  - 9月 - 株式会社スズキヤの取引開始
  - 11月 - 大和物産株式会社のセンター業務開始

## 沿革２（岩谷産業 食品事業）
- 1974年 - 【岩谷産業が食品事業へ参入】参入液化ガスの冷熱利用で冷凍食品の販売を開始。その後、業務用食材ブランドとして「フーズランド」を冠する
- 1976年 - 【凍結粉砕技術を活かす】香りや味を損なわない液化窒素による凍結粉砕技術の実用化に世界で初めて成功
- 1980年 - 【健康食品事業の始まり】凍結粉砕技術を用いた商品として「スポリキE 」等を発売し、「すっぽんブーム」を巻き起こす
- 1984年 - 【「FOODS LAND」にブランド刷新】中国最大の食品会社と取引を開始し、調理冷凍食品事業へも参入
- 1984年 - 【冷凍和惣菜の販売開始】食品業界に先駆けて業務用冷凍和惣菜の販売を開始
- 2004年 - 【品質保証部の設置】品質保証部を設置し、安全、安心の確保を徹底。本部内に品質保証部を設置し冷凍野菜、冷凍水産品、缶詰など品ぞろえを充実させ、売上急拡大
- 2009年 - 【「フレッシュアイ」シリーズの販売開始】鮮度保持加工を施した冷凍野菜「フレッシュアイ」シリーズの販売を開始
- 2013年 - 【中央研究所を設立】自社で残留農薬検査や微生物検査などを実施することにより、安全、安心を強化

## 沿革３（岩谷産業資本参加→イワタニフーズに商号変更以降）
- 2021年
  - 7月 - 岩谷産業株式会社が資本参加し、同社の完全子会社となる。岩谷産業から藤田吉宏が代表取締役社長に就任、進藤秀之は代表取締役会長に異動
  - 9月 - 株式会社アイスコ（スーパー生鮮館TAIGA）取引開始[3]
- 2023年
  - 4月1日 - 商号をイワタニフーズ株式会社に変更し、本店を東京都港区西新橋3-21-8（旧岩谷産業東京本社ビル）に移転[4]同時に、岩谷産業 自然食品事業部を継承。
- 2024年
  - 2月 - 【「VEGE ON」シリーズの販売開始】彩鮮やかな具だくさん野菜ソースを開発し、販売開始
- 2025年
  - 3月24日 - 本店所在地である岩谷産業東京本社ビルが売却されることに伴い、本店及び本社事務所を東京都千代田区有楽町に移転し、業務を開始した。[5][6]

## 事業所
- 本店・本社事務所及び食品事業部 東日本営業部：東京都千代田区有楽町2丁目2番1号 X-PRESS有楽町3階
- 食品事業部 西日本営業部：大阪府大阪市中央区安土町3丁目2番14号
- 物流事業部及び横浜物流センター：神奈川県横浜市金沢区鳥浜町4番地3
- 厚木営業所及び厚木物流センター：神奈川県厚木市岡田3丁目8番23号
- 所沢営業所及び所沢物流センター：埼玉県所沢市坂之下789番地
- 館林物流センター：群馬県邑楽郡板倉町海老瀬1405番地3
- 市川物流センター：千葉県市川市高谷新町1番1号
- （建設中）海老名物流センター：【地番】神奈川県海老名市門沢橋１丁目113番1外17筆

## 海老名物流センター（仮称）建設

### 概要
令和6（2024）年11月29日付 神奈川県厚木土木事務所に提出した開発行為許可申請書によると、海老名物流センター（仮称）の計画は以下の通りである。
- 開発区域に含まれる地域の名称：海老名市門沢橋1丁目113番1外17筆
- 開発区域の面積：11,575.83 平方メートル
- 予定建築物等の用途：特定流通業務施設
- 工事施行者住所氏名：山梨県韮崎市円野町上円井3139 株式会社内藤ハウス 代表取締役 内藤篤
- 工事着手予定年月日：令和7（2025）年5月1日（着手済み）
- 工事完了予定年月日：令和8（2026）年9月30日
- 申請理由： 物流量の増加に伴い、倉庫のキャパシティが足りない状況であり、また、既存の物流センターからの配送の重複が多く、非効率な輸送体制となっているため、各物流倉庫の配送エリアの再編を行い効率よく配送が行える基幹的役割の物流倉庫を新設を計画した。倉庫の容量確保及び配送ルートの再編のため小規模な厚木物流センターを廃止し、十分な面積を有する新たな物流センター用地・物件を3年前より検討してきた。当該地は、厚木物流センターに近い土地であり配送エリアの再編を行うためには適している。また、首都圏中央連絡自動車道厚木北ICから2.3kmの位置で近く、県道46号（相模原茅ヶ崎線）に隣接するため交通の利便性に優れている。計画地西側に隣接する永池川は河川改修が終了しており防災上も問題がないため選定した

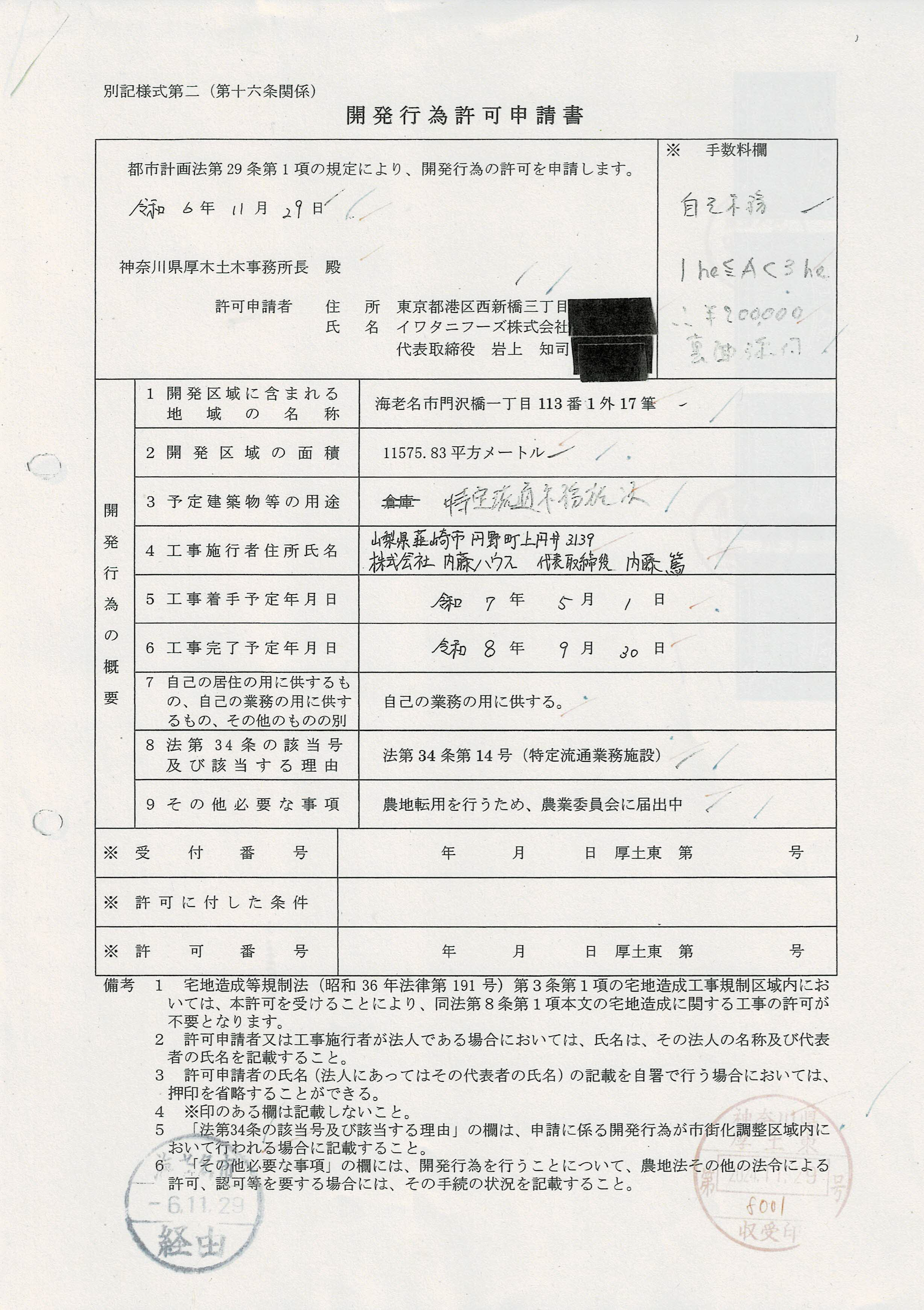

### 計画建物概要
- 倉庫
  - 3階建て 最高高さ14.6m
  - 1階、2階：チルド室（保管エリア）、前室、トラックバース23台分（正面：21台、東側面：2台）
  - 2階、3階：チルド室（保管エリア）、仕分室（流通加工エリア）×3部屋
  - 1階～3階：冷凍室（保管エリア／吹抜）
  - チルド室：+10℃、仕分室：0～－5℃、冷凍室：-25℃

- 事務所棟
  - 2階建て　高さ：8.3m
  - 1階：休憩室、2階：事務所

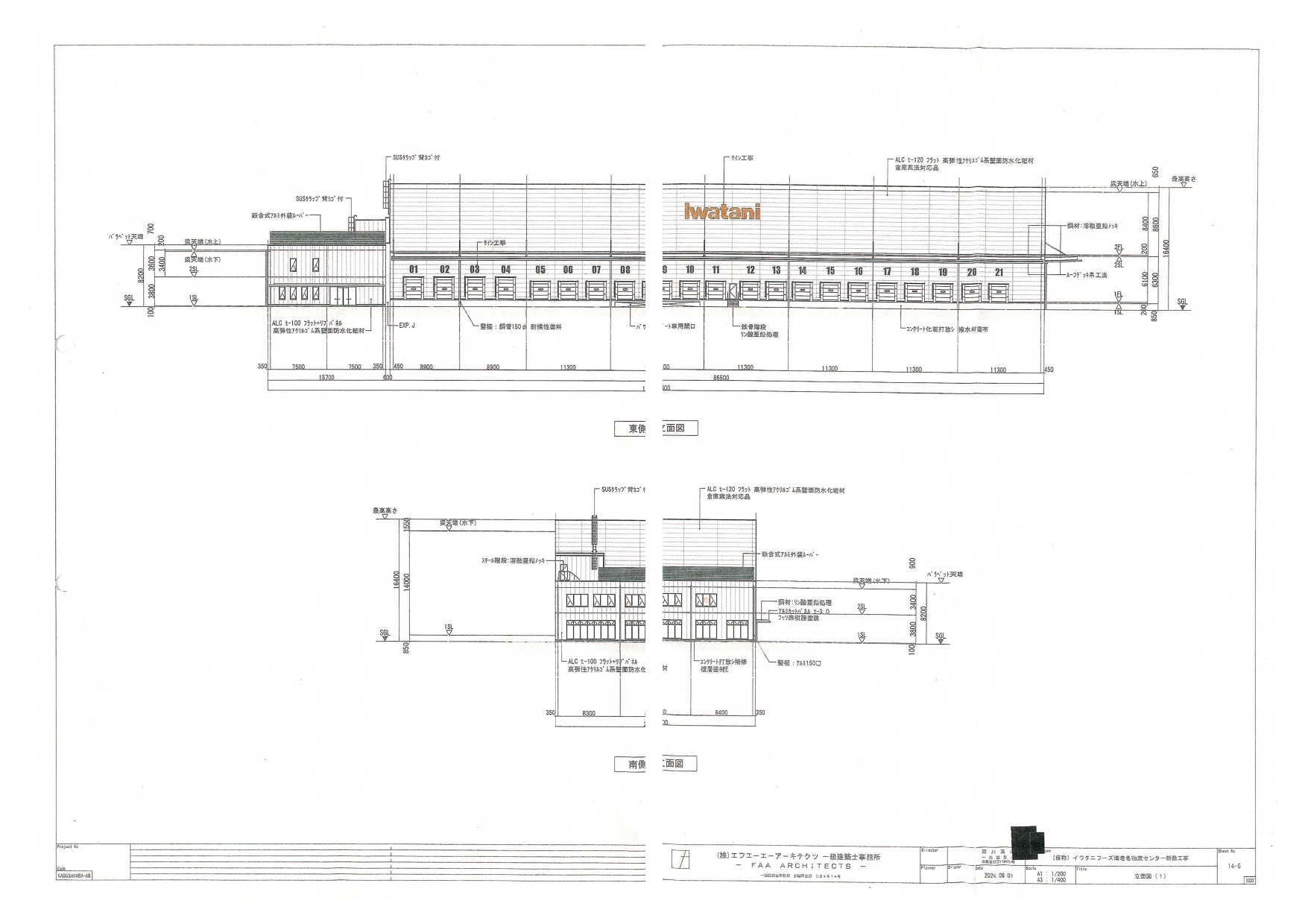
立面図正面
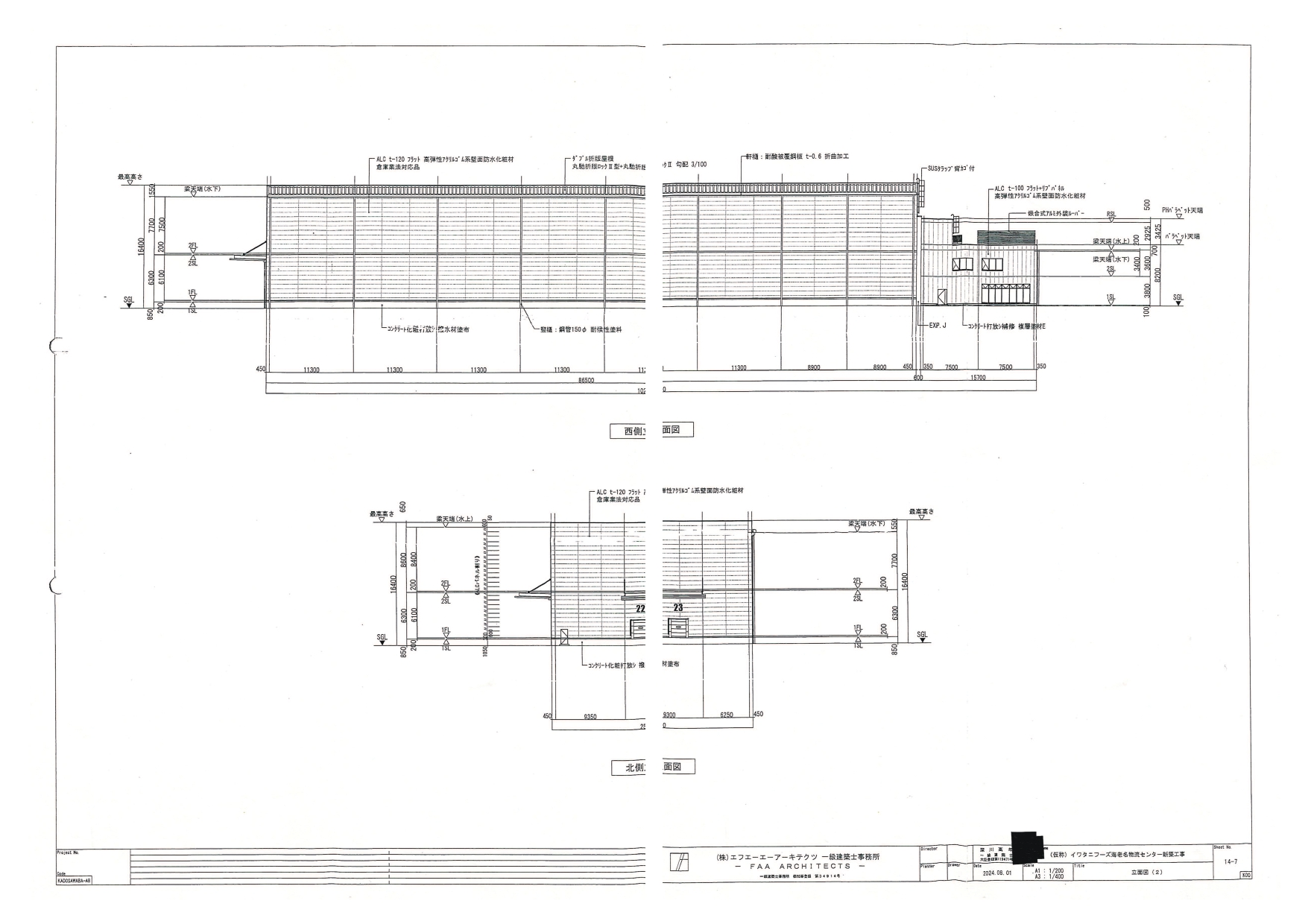
立面図背面
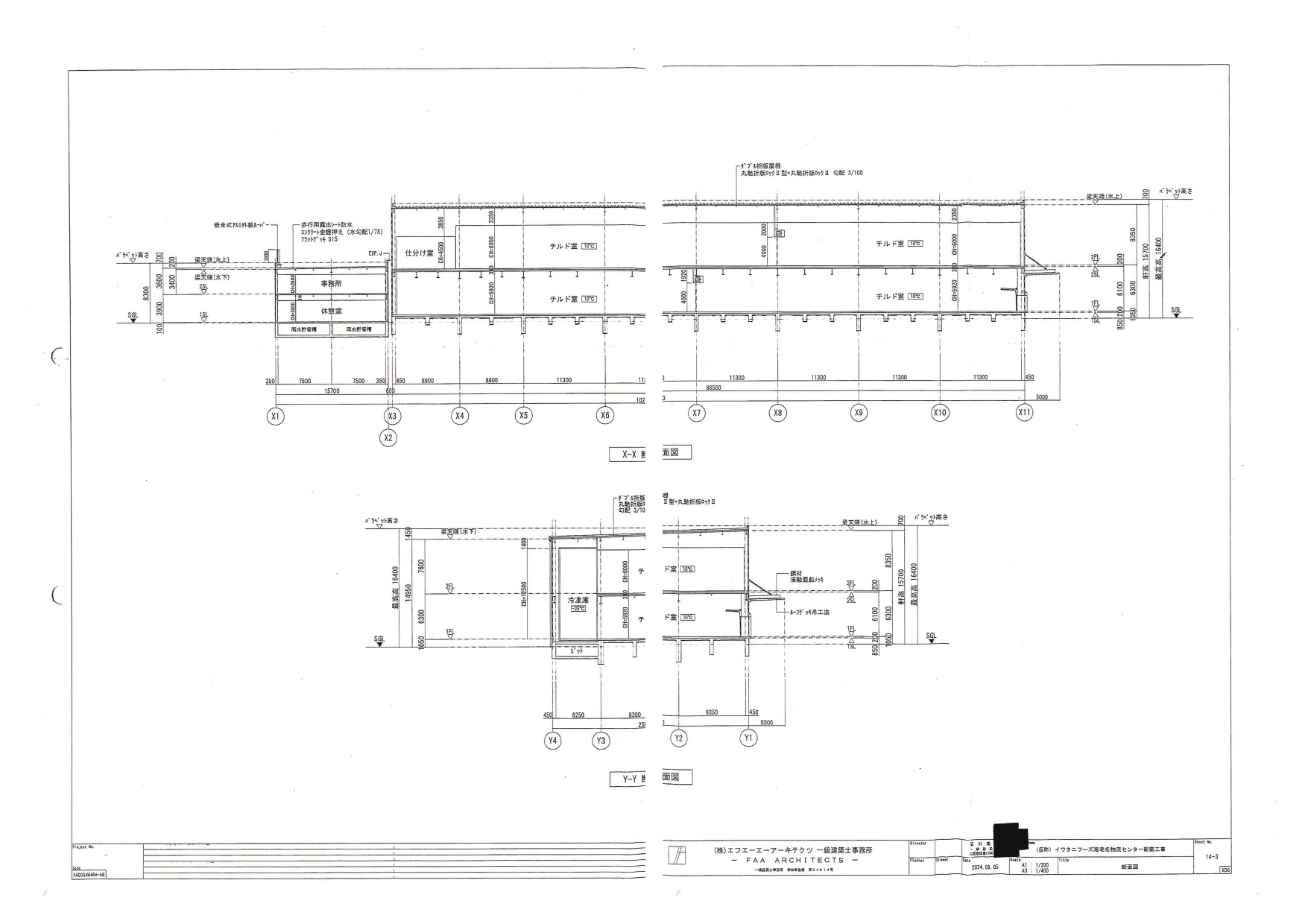
断面図
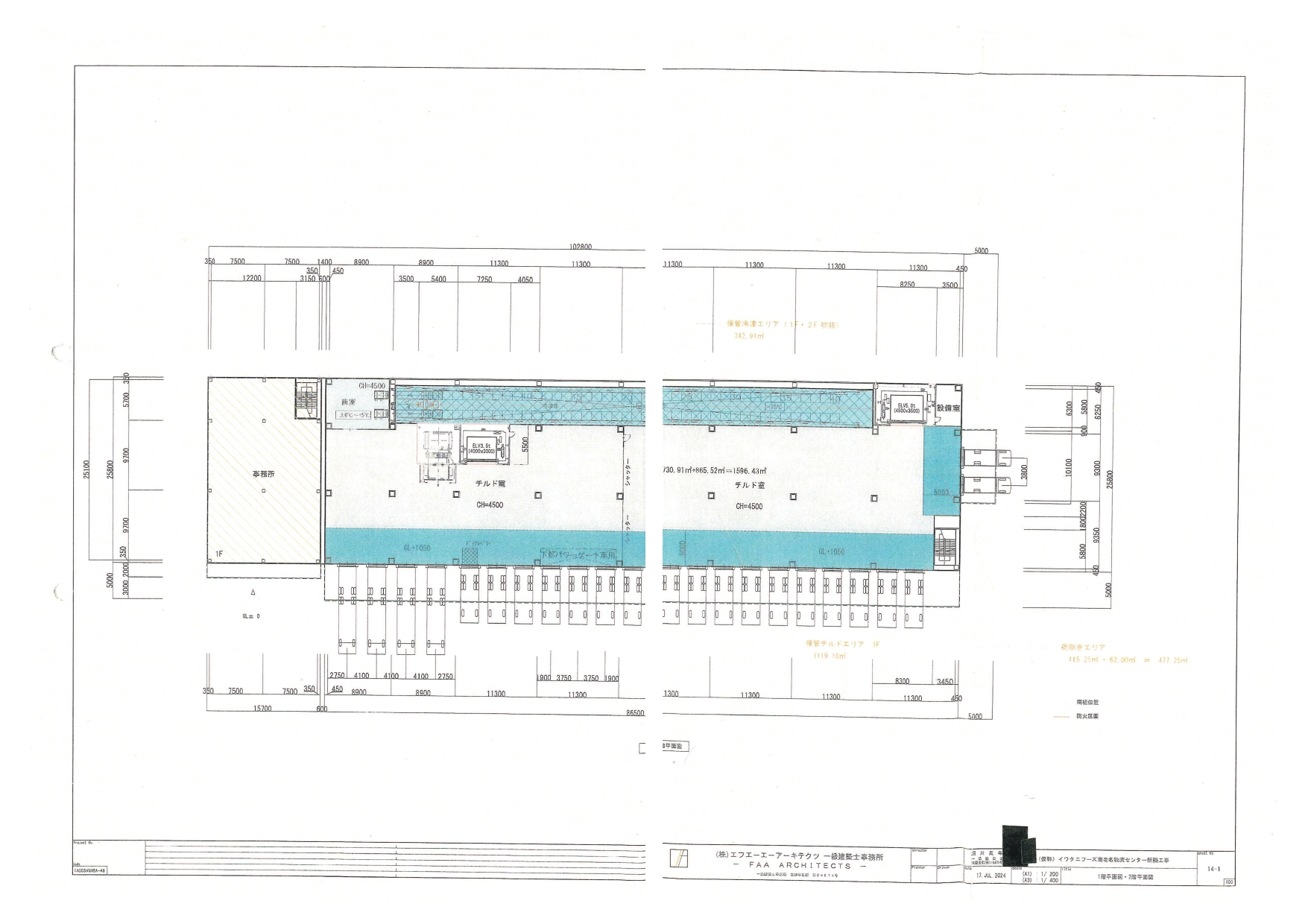
1階・2階平面図
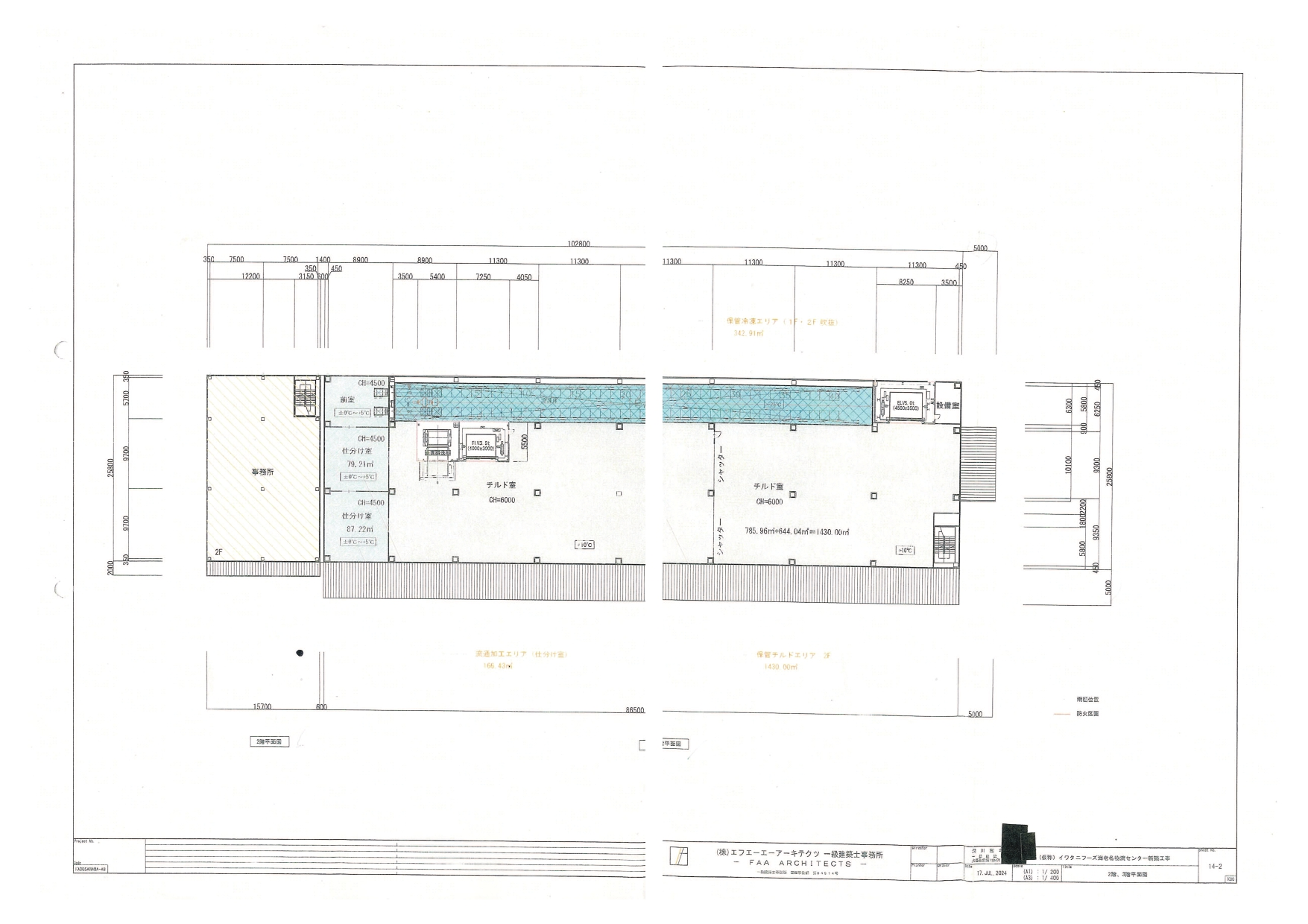
2階・3階平面図
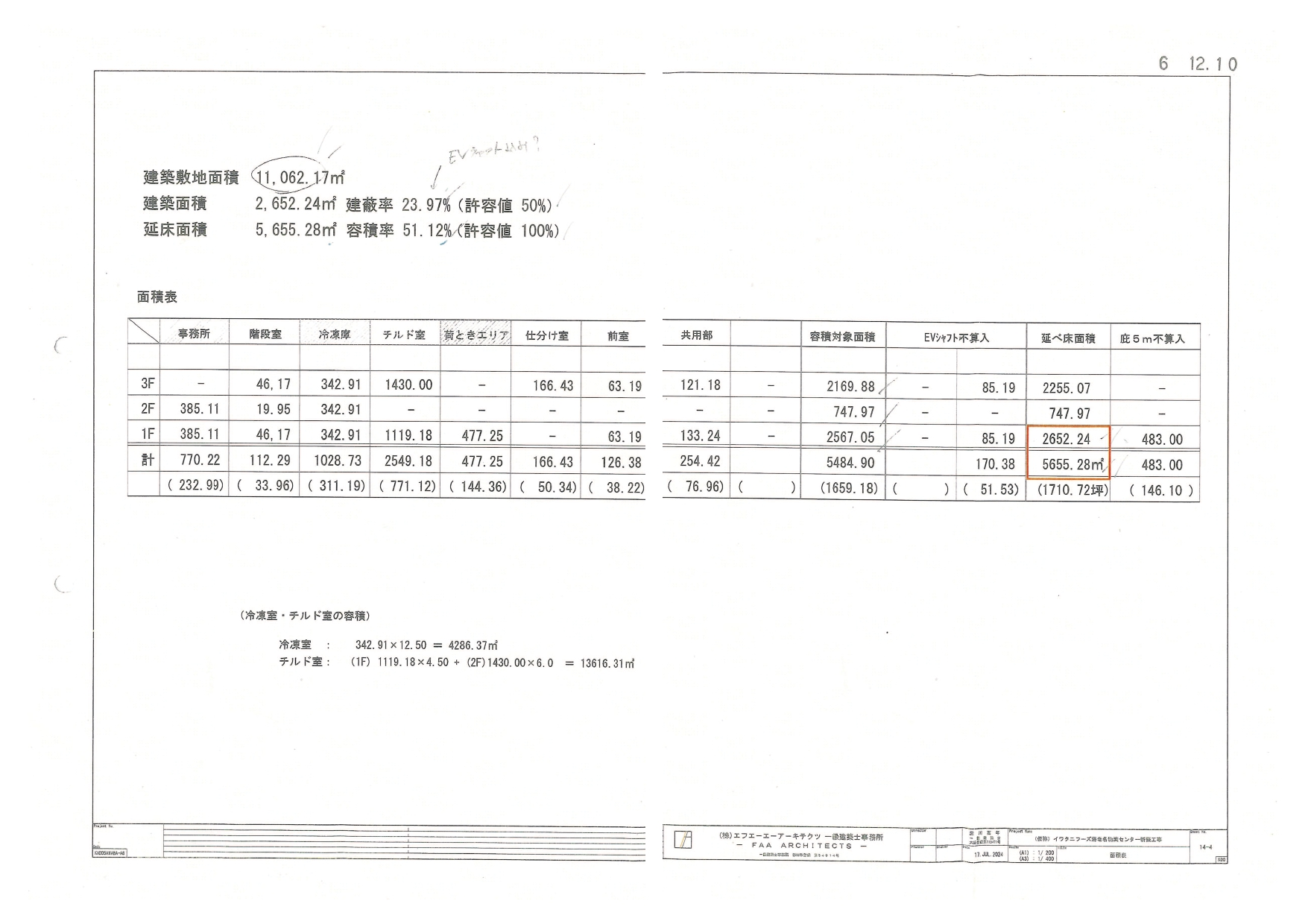
面積表

## 取締役及び監査役
- 代表取締役：岩上知司（岩谷産業株式会社 執行役員）[7]
- 取締役：伊丹克裕
- 取締役：近藤昌教
- 取締役：田中明
- 取締役：丸山昇
- 取締役：髙山健志（岩谷産業株式会社 取締役専務執行役員 新システム推進部担当兼経営企画部担当）
- 監査役：西賢祐（岩谷産業株式会社 経理部部長（北海道支社営業管理部長）)